# Joachim Jungius
Joachim Jungius, född 22 oktober 1587, död 23 september 1657, var en tysk naturforskare, filosof och matematiker.
Jungius blev professor i Giessen 1609, i Rostock 1625, och rektor vid Johanneum i Hamburg 1628. Inom botaniken har Jungius gjort sig berömd som den förste, som tydligt skilde begreppen släkte och art, och som grundläggare av den växtmorfologiska terminologi, som senare utvecklades genom Carl von Linné. Hans viktigaste botaniska verk är Isagoge phytoscopica (utgiven 1678 av J. Vagetius).